# Corda colica
La corda colica è un reperto obiettivo aspecifico costituito da una tumefazione di forma allungata, disposta longitudinalmente, dolente alla palpazione, che può manifestarsi nel corso di coliti spastiche, sindrome del colon irritabile, diverticolosi e processi infettivi (ad es. amebiasi intestinale)  del colon.

## Patogenesi
Frequentemente localizzata in fossa iliaca sinistra (corda colica sigmoidea), è interpretata come uno spasmo della parete del sigma che si presenta dotata di una iperreattività di tipo non propulsivo. L'iperreattività è presente anche a digiuno ma si intensifica dopo il pasto per attivazione del riflesso gastro-colico. La corda colica è quindi una condizione funzionale più che strutturale.
Meno frequentemente la corda colica è dovuta a malattia diverticolare con diverticolite e a neoplasie a carattere stenosante.
Una tumefazione allungata e disposta longitudinalmente in fossa iliaca sinistra può essere apprezzata anche in caso di coprostasi (stasi, accumulo e indurimento delle feci) ma in questo caso mancherà il dolore evocato dalla palpazione.

## Obiettività
Frequentemente localizzata alla fossa iliaca sinistra, meno frequentemente a destra.
È ben apprezzabile all'esame obiettivo del colon anche con la palpazione superficiale se l'addome è trattabile. (Alla palpazione superficiale di norma il colon non è apprezzabile).
Possono contribuire all'aumento di volume localizzato:
- la presenza di una massa fecale (coprostasi) fino al vero e proprio fecaloma qualora gli spasmi si accompagnino a stipsi

- la presenza di aria (aerocolia)

Il dolore, di tipo colico, talora può essere molto intenso ed è dovuto sia alla contrazione del sigma sia allo spasmo dell'intestino a monte che tenta di superare l'ostruzione.